# Pisana Jela
Pisana Jela (cyr. Писана Јела) – wieś w Czarnogórze, w gminie Bijelo Polje. W 2011 roku liczyła 64 mieszkańców.